# Reino de Calecute
O Reino de Calecute ou Reino de Kozhikode foi um Estado monárquico hindu na costa do Malabar no que é hoje o estado indiano de Querala. Foi fundado possivelmente no início do  século XII e oficialmente dissolvido em 1806,[carece de fontes?] cuja capital era Calecute (Kozhikode), um dos mais importantes centros de comércio do sul da Índia. O reino é frequentemente designado pelo título dos seus soberanos — samorim ("senhor do mar"), a forma aportuguesada de samutiri (em malaiala: സാമൂതിരി) ou Samutiri Manavikraman Rajá. Os samorins eram uma dinastia da sub-casta  Eradi Nair.[carece de fontes?]
O navegador português Vasco da Gama, o primeiro europeu a chegar à Índia por via marítima, foi recebido pelo samorim em maio de 1498, após ter aportado em Calecute na sua primeira viagem à Índia.

## História
As origens do clã Eradi Nair ao qual pertenciam os samorins são obscuras. Segundo uma lenda, o Estado de Kozhikode teria sido fundado em 826 d.C. com o nome de Nediyirippu Swarūpam. A obra em malaiala  Keralolpathi ("A Origem de Querala"), possivelmente escrita por Thunchaththu Ramanujan Ezhuthachan, um autor do século XVI ou XVII, pouco ou nada fidedigna em termos históricos, menciona o estabelecimento de uma família reinante local em  Nediyiruppu, perto da atual aldeia de  Kondotty, no distrito de Malapuram por dois irmãos que eram os mais respeitados generais do exército do Cheras.
Apesar da escassez de registos históricos fiáveis, geralmente é aceite que os samorins  eram originalmente governantes da região de Eralnadu do Reino Chera tardio (séculos IX a XII) e eram conhecidos como Eradis. Eralnadu situava-se no que é atualmente a parte norte do distrito de Malapuram. Embora não se saiba exatamente de que forma, devido à ambiguidade das fontes, após a queda do Reino Chera, os Eradis estabeleceram um reino independente com capital em Calecute, possivelmente no início do século XII.
Durante a invasão de Querala pelo Reino de Maiçor (Mysore), iniciada em 1766, o reino foi ocupado pelos invasores. Para evitar a humilhação de se render, o samorim suicidou-se incendiando o seu palácio em  Mananchira (área de Calecute). Poucos anos depois, após negociações complicadas com a Companhia Britânica das Índias Orientais, que entretanto tinha entrado em guerra com Maiçor, os territórios do reino foram devolvidos ao sucessor do samorim, que passou a ser vassalo da Índia britânica. O reino tornou-se um protetorado britânico em 1788. No entanto, em 1799, o samorim foi, na prática, despojado de qualquer poder político e passou a ser apenas senhorio de terras. Em 15 de novembro de 1806, os teritórios do reino foram oficialmente integrado na Índia britânica, da qual passaram a constituir uma província.